# إليانور من أراغون (ملكة البرتغال)
ليونور الأراغونية (بالبرتغالية: Leonor de Aragão, Rainha de Portugal‏) (19 فبراير 1445 - 1 فبراير 1402)؛ هي ملكة البرتغال والغرب القرينة من خلال زواجها من دوارتي الأول، وابنة الصغرى لـ فرناندو الأول ملك أراغون وإليانور من ألبوركويركي.

## زواجها
تزوجت من دوارتي الأول ملك البرتغال في 22 سبتمبر 1428 كان لديهم تسعة أبناء، من بينهم خمسة وصلوا حتى مرحلة البلوغ.
عندما توفي زوجها في 13 سبتمبر 1438، تم تعيينها كـ وصية العرش في البرتغال، بحيث كانت هذه رغبة الملك المتوفي، كان كورتيس البرتغالي قلق حول قلة خبرتها وأيضا باعتبارها أراغونية وبالتي لم تحظى بشعبية من قبل الشعب الذي فضل شقيق الملك الراحل إنفانتي بيدرو دوق كويمبرا، مما تسبب أعمال شغب في لشبونة التي كانت مناهضة لها، بحيث تم قمع أحداث الشغب على يد شقيقها خوان كونت برشلونة، في وقت لاحق الملك خوان الثاني من أراغون، ومع ذلك أيد بعض النبلاء ليونور، بينما كان بيدرو مدعوماً من جزء آخر من طبقة النبلاء والشعب، ووضعت مفاوضات لترتيب حل وسط على مدى عدة أشهر، ولكنها أصبحت معقدة بعد تدخل كونت بارسيلوس ورئيس أساقفة لشبونة الذي أيد بيدرو، وأيضا شهدت هذه الفترة أيضا ولادة آخر ابنتها جوانا في مارس 1439 وأيضا وفاة ابنتها الكبرى فيليبا.
في نهاية المطاف عين كورتيس بيدرو الوصي الوحيد، ومع ذلك استمرت إليانور في التآمر، ولكنها اضطر على النفي نحو قشتالة في ديسمبر 1440، وتوفيت في طليطلة في فبراير 1445 ودفنت في باتالها، البرتغال .

## الذرية
كان لـ دوارتي الأول وإليانور تسعة من أبناء، خمسة منهم وصلوا سن البلوغ:-
1. إنفانتي جواو أكتوبر 1429 - 14 أغسطس 1433.
2. انفانتا فيليبا 27 نوفمبر 1430 - 24 مارس 1439.
3. أفونسو الخامس ملك البرتغال 15 يناير 1432 - 28 أغسطس 1481 .
4. انفانتا ماريا 7 ديسمبر 1432 - 8 ديسمبر 1432.
5. انفانتي فرناندو دوق فيسو 17 نوفمبر 1433 - 18 سبتمبر 1470؛ والد ملك في المستقبل مانويل الأول ملك البرتغال .
6. إليانور 18 سبتمبر 1434 - 3 سبتمبر 1467؛ تزوجت فريدريك الثالث ووالدة ماكسيمليان الأول.
7. إنفانتي دوارتي 12 يوليو 1435 - 12 يوليو 1435.
8. إنفانتا كاتالينا 26 نوفمبر 1436 - 17 يونيو 1463.
9. خوانا 31 مارس 1439 - 13 يونيو 1475؛ تزوجت الملك إنريكه الرابع ملك قشتالة.